# Cynanchum carautanum
Cynanchum carautanum är en oleanderväxtart som först beskrevs av Font. och Schw., och fick sitt nu gällande namn av G. Morillo. Cynanchum carautanum ingår i släktet Cynanchum och familjen oleanderväxter. Inga underarter finns listade i Catalogue of Life.